# Rover-BRM Turbine
Rover-BRM Turbine är en gasturbindriven sportvagn, tillverkad av de brittiska biltillverkarna Rover och BRM 1963.

## Bakgrund
Rover hade involverats i tillverkningen av Frank Whittles jetmotor 1940 och efter andra världskriget fortsatte man experimentera med gasturbiner för att driva personbilar. 1950 presenterade företaget den första gasturbindrivna bilen, vilken följdes av flera prototyper under 1950-talet. I början av 1960-talet trodde Rover fortfarande, liksom flera andra tillverkare, att man skulle kunna lösa problemen med hög värmeutveckling och bränsleförbrukning och Automobile Club de l'Ouest (ACO) hade utfäst en belöning till den första gasturbindrivna bil som fullföljde Le Mans 24-timmars. Rover tog hjälp av formel 1-stallet BRM för att tillverka en tävlingsbil för uppgiften.

## Rover-BRM Turbine
Rover-BRM:s sportvagn baserades på chassit från den bil som Richie Ginther kraschat i Monacos Grand Prix 1962. Chassit breddades för att rymma två sittplatser. Motorn var en vidareutveckling av Rovers tidigare konstruktioner och hade två turbiner: en som drev kompressorn och en som drev motorns utgående axel. Motorns kraftutveckling möjliggjorde användningen av en mycket enkel växellåda med endast två växlar: en framåt och en backväxel. På grund av gasturbinens obetydliga motorbroms fick bilen mycket kraftiga skivbromsar. Bilen hade en enkel öppen kaross. 
Till 1964 vidareutvecklades motorn med värmeväxlare som sänkte bränsleförbrukningen. Bilen fick även en ny täckt kaross.

## Tekniska data
| Tekniska data         | Rover-BRM Turbine                                                   |
| --------------------- | ------------------------------------------------------------------- |
| Motor:                | Gasturbin                                                           |
| Max effekt:           | 126 hk vid 63 500 varv/min                                          |
| Max vridmoment:       | 362 Nm                                                              |
| Slutväxel:            | 23,09:1                                                             |
| Hjulupphängning fram: | Dubbla tvärlänkar, skruvfjädrar, krängningshämmare                  |
| Hjulupphängning bak:  | Övre längslänkar, undre tvärlänkar, skruvfjädrar, krängningshämmare |
| Bromsar:              | Skivbromsar                                                         |
| Hjulbas:              | 2375 mm                                                             |
| L x B x H:            | 4237 x 1626 x 1080 mm                                               |
| Torrvikt:             | 760 kg                                                              |

## Tävlingsresultat
BRM-stallets förare Graham Hill och Richie Ginther körde bilen utom tävlan på Le Mans 1963. Hill och Ginther kom in på en åttondeplats, men resultatet för experimentbilen räknades inte. Däremot tog Rover-BRM hem ACO:s pris som första gasturbindrivna bil att fullfölja tävlingen.
Året därpå skulle Rover-BRM ha tävlat med den vidareutvecklade bilen, men testerna av den nya motorn fördröjdes och när bilen dessutom skadades under transporten drog sig teamet ur tävlingen.
1965 tävlade bilen i tvålitersklassen, med Hill och Jackie Stewart som förare. Bilen drabbades av en motorskada men tog sig ändå i mål på en tiondeplats, vilket gjorde den till den bäst placerade brittiska bilen.